# Ventrisudis
Ventrisudis is een geslacht van hooiwagens uit de familie Cranaidae.
De wetenschappelijke naam Ventrisudis is voor het eerst geldig gepubliceerd door Roewer in 1963. 

## Soorten
Ventrisudis is monotypisch en omvat slechts de volgende soort:
- Ventrisudis mira